# John Embree
John Fee Embree (geboren 26. August 1908 in New Haven, Connecticut; gestorben 22. Dezember 1950 in Hamden, Connecticut) war ein US-amerikanischer Anthropologe, der vor allem für seine Feldforschung in Japan bekannt ist.

## Leben und Werk
John Embree studierte von 1937 bis 1941 an der University of Hawaii und von 1941 bis 1943 in Kanada an der University of Toronto. Anschließend war er an der University of Chicago zunächst Assistenz- und dann bis 1945 außerordentlicher Professor für Anthropologie. Nach dem Zweiten Weltkrieg wurde er 1948 Assistenzprofessor an der Yale University und auch Direktor des Zentrums für Südostasienstudien der Universität.
1935, als er 27 Jahre alt war, besuchte er mit seiner Frau Japan, um eine vergleichende Studie über soziale Organisationen in Ostasien durchzuführen. Die beiden lebten ein Jahr lang in dem Dorf Sue (須恵村) in der Präfektur Kumamoto, wobei er detaillierte Umfragen durchführte zur Zahl der Menschen, die sich im Ort niederließen oder fortzogen, zur Zahl der Arbeiter, zur Zahl der Maschinen und zum Stand der Zeitungsabonnements. Er baute ein Vertrauensverhältnis zu den Dorfbewohnern auf und wurde zu Dorfveranstaltungen und zeremoniellen Anlässen (Hochzeiten, Beerdigungen) eingeladen. Die Forschung aus den 30er Jahren wurde zusammengefasst und als Suye Mura, A Japanese Village veröffentlicht. Es ist einer der Klassiker der Japanologie, eine Feldstudie zur Untersuchung des ländlichen Japans vor dem Krieg. Embree führte auch Untersuchungen in Thailand und in anderen südostasiatischen Ländern durch.
John Embree starb am 22. Dezember 1950 42-jährig zusammen mit seiner Tochter, als er von einem Auto überfahren wurde.

## Schriften (Auszug)
- Suye Mura, A Japanese Village. University of Chicago Press, Chicago 1939, OCLC 731431994 (englisch, 354 S.).
- Acculturation among the Japanese of Kena, Hawaii (= Memoirs of the American Anthropological Association. Band 59). American Anthropological Association, Menasha 1941, OCLC 459337757 (englisch, 162 S.).
- The Japanese (= War Background Studies. Band 7). Smithsonian Institution, Washington, D.C. 23. Januar 1943, OCLC 1001765 (englisch, 42 S.).
- mit Ella Embree, Yukuo Uyehara: Japanese Peasant Songs (= Memoirs of the American Folklore Society. Band 38). American Folklore Society, Philadelphia 1944, OCLC 2325448 (englisch, 96 S.).
- The Japanese Nation: a Social Survey. Farrar & Rinehart, New York 1945, OCLC 869960 (englisch, 308 S., Digitalisat bei archive.org [abgerufen am 13. Mai 2024]).